# Best Friend's Brother
Best Friend's Brother è un singolo della cantante e attrice statunitense Victoria Justice, pubblicato nel 2011.
Il brano vede la partecipazione del cast della serie Victorious, ed è inserito nell'album di colonna sonora Victorious: Music from the Hit TV Show.

## Tracce
- Download digitale

1. Best Friend's Brother – 3:39

## Formazione e crediti
- Victoria Justice - voce, scrittura
- Ariana Grande - cori
- Leon Thomas III - cori, chitarra
- Allan Grigg - scrittura, produzione, programmazione, strumenti
- Savan Kotecha - scrittura
- Greg Wells - mixaggio
- Might Mike Garity - ingegneria